# General der Flakartillerie
General der Flakartillerie (em português: General da Artilharia Antiaérea) foi uma patente militar da Luftwaffe criada em 1939. Até ao final da Segunda Guerra Mundial, este posto de três estrelas (OF-8) era equivalente à patente de Tenente-general.

## Generais
Segue-se uma lista dos militares que detiveram esta patente:
| Nome                      | Período de vida | Data de Nomeação       | Data do fim da nomeação |
| ------------------------- | --------------- | ---------------------- | ----------------------- |
| Schröder, Ludwig von      | 1884–1941       | 1 de abril de 1939     | † 28 de julho de 1941   |
| Roques, Karl von          | 1880–1949       | 30 de junho de 1939    | 31 de março de 1943     |
| Hirschhauer, Friedrich    | 1883–1979       | 1 de agosto de 1939    | 30 de abril de 1945     |
| Ruggera, Camillo          | 1885–1947       | 1 de dezembro de 1940  | 30 de novembro de 1942  |
| Grimme, Hugo              | 1872–1943       | 1 de janeiro de 1941   | 31 de maio de 1943      |
| Zenetti, Emil             | 1883–1945       | 1 de fevereiro de 1941 | Final da guerra         |
| Schmidt, August           | 1883–1955       | 1 de julho de 1941     | Final da guerra         |
| Haubold, Alfred           | 1887–1969       | 1 de outubro de 1941   | 30 de setembro de 1943  |
| Weissmann, Eugen          | 1892–1951       | 1 de junho de 1942     | 30 de abril de 1945     |
| Heilingbrunner, Friedrich | 1891–1977       | 1 de julho de 1942     | 28 de fevereiro de 1945 |
| Hoffmann, Gerhard         | 1887–1969       | 1 de dezembro de 1942  | 30 de abril de 1945     |
| Odebrecht, Job            | 1892–1982       | 1 de dezembro de 1942  | Final da guerra         |
| Renz, Otto Wilhelm von    | 1891–1961       | 1 de fevereiro de 1943 | Final da guerra         |
| Richter, Helmut           | 1891–1977       | 1 de fevereiro de 1944 | Final da guerra         |
| Axthelm, Walther von      | 1893–1972       | 1 de abril de 1944     | Final da guerra         |
| Reimann, Richard          | 1892–1970       | 2 de agosto de 1944    | Final da guerra         |
| Burchard, Heinrich        | 1893–1945       | 1 de setembro de 1944  | † 11 de abril de 1945   |
| Pickert, Wolfgang         | 1897–1984       | 1 de março de 1945     | Final da guerra         |